# Бьянко, Энцо
Винченцо Бьянко (итал. Vincenzo Bianco), известен как Энцо Бьянко (итал. Enzo Bianco; род. 24 февраля 1951, Айдоне, провинция Энна, Сицилия) — итальянский политик, министр внутренних дел Италии (1999—2001).

## Биография

### Начало карьеры
Адвокат, эксперт по международным финансам. С 1976 по 1982 год работал в кредитной организации Crediop, 1983 по 1988 год — главный исполнительный директор инженерной компании, действовавшей в Америке, Азии и Африке. В тот же период занялся политикой: в 1976 году стал национальным секретарём Федерации молодых республиканцев — молодёжной организации Итальянской республиканской партии, с 1980 года отвечал за внешние связи ИРП, а также стал заместителем председателя движения Марио Сеньи. В 1988—1989 годах являлся мэром Катании (избран на должность коммунальным советом).

### Политическая карьера
В 1992 году избран по спискам Республиканской партии в Палату депутатов 11-го созыва и состоял в ней до 15 сентября 1993 года, когда досрочно сдал мандат.
В том же 1992 году принял участие в образовании новой партии — Демократический альянс, который провалился на выборах 1994 года, получив только 2 % голосов.
5 и 20 июня 1993 года прошли два тура прямых выборов в Катании, в которых Бьянко участвовал по списку «Пакт за Катанию» с участием Республиканской партии, ПДЛС и «зелёных». Его противником был представитель левой партии «Сеть» Клаудио Фава, шедший на выборы по списку «Освободить Катанию», включавшему также Партию коммунистического возрождения и частично левое крыло «зелёных». 20 июня во втором туре победил Бьянко.
В 1995 году единогласно избран президентом Национальной ассоциации итальянских коммун (ANCI), в 1999 году переизбран на второй срок.
В 1997 году переизбран мэром Катании, получив 64 % голосов.
Возглавлял вместе с Леолука Орландо и Франческо Рутелли движение мэров Centocittà, в феврале 1999 года вместе с ними стал одним из инициаторов объединения со сторонниками Романо Проди и Антонио Ди Пьетро в новую партию «Демократы».
Министр внутренних дел во втором правительстве Д’Алема с 22 декабря 1999 по 25 апреля 2000 года и затем во втором правительстве Амато до 10 июня 2001 года.
Оставил пост мэра Катании, который 16 января 2000 года занял Умберто Скапаньини.
В 2001 году избран по спискам партии «Маргаритка» в Палату депутатов 14-го созыва и оставался депутатом с 30 мая 2001 по 27 апреля 2006 года.
13 мая 2005 года снова принял участие в выборах мэра Катании, но с результатом 45,7 % голосов потерпел поражение от Умберто Скапаньини. В конце 2007 года начал активно выступать за реформу действовавшего тогда избирательного закона Кальдероли — предлагал вернуться к смешанной мажоритарно-пропорциональной системе.
С 28 апреля 2006 по 14 марта 2013 года состоял в Сенате Италии 15-го и 16-го созывов.

### Возвращение в Катанию
11 июня 2013 года победил на выборах мэра Катании в первом туре с результатом 50,62 % при поддержке Демократической партии и других левоцентристских сил. Его соперник, кандидат правоцентристов во главе с Народом свободы Раффаэле Станканелли, заручился поддержкой 36,62 % избирателей.
11 июня 2018 года пошёл на перевыборы во главе левоцентристской коалиции (без участия Демократической партии) и проиграл с результатом 26,4 % в первом туре кандидату правоцентристов Сальво Польезе, которого поддержали 52,3 % избирателей (в числе других политических сил в коалицию Польезе вошли также Вперёд, Италия и Братья Италии).